# Nikołaj Duchow
Nikołaj Leonidowicz Duchow (ros. Никола́й Леони́дович Ду́хов, ur. 13 października?/26 października 1904 we wsi Wepryk w rejonie hadziackim, zm. 1 maja 1964 w Moskwie) – radziecki konstruktor broni atomowej i ładunków termojądrowych, trzykrotny Bohater Pracy Socjalistycznej (1945, 1949 i 1954).

## Życiorys
Uczył się w gimnazjum klasycznym w Hadziaczu, od 1920 pracował jako sekretarz techniczny wydziału rolnego lokalnego komitetu wykonawczego, potem kierownik czytelni i dyżurny w elektrowni, później w cukrowni, 1928 ukończył fakultet robotniczy (rabfak) w Charkowie. W 1932 ukończył Leningradzki Instytut Politechniczny (specjalność: konstruowanie i produkcja traktorów i samochodów) i został inżynierem w fabryce zbrojeniowej. Po ataku Niemiec na ZSRR został ewakuowany do Czelabińska, gdzie pracował w fabryce traktorów, w której został głównym konstruktorem (podczas wojny z Niemcami fabryka przestawiła się na produkcję czołgów). Po wojnie brał udział w pracach mających na celu stworzenie radzieckiej bomby atomowej - w 1946 został szefem specjalnego sektora konstruktorskiego Biura Konstruktorskiego (KB-11) Nadwołżańskiego Biura „Gławgorstroja” Ministerstwa Budowy Maszyn Średnich, a w 1948 zastępcą głównego konstruktora KB-11. Był aktywnym uczestnikiem próby pierwszej radzieckiej bomby atomowej RDS-1 na semipałatyńskim poligonie 29 sierpnia 1949. W latach 1952–1954 był zastępcą kierownika naukowego i głównego konstruktora KB-11, 12 sierpnia 1953 brał aktywny udział w próbie pierwszej radzieckiej bomby wodorowej RDS-6. Od lipca 1954 był zastępcą kierownika naukowego KB-11, a od 1956 dyrektorem, głównym konstruktorem i kierownikiem naukowym filii nr 1 KB-11, na bazie którego wkrótce utworzono KB-25 (późniejszy Wszechrosyjski Naukowo-Badawczy Instytut Automatyki im. Duchowa) Ministerstwa Budowy Maszyn Średnich ZSRR. W czasie gdy nim kierował, zbudowano m.in. rakietowy pocisk balistyczny R-7 i torpedę T-5. 21 stycznia 1945 otrzymał tytuł generała majora służby inżynieryjno-czołgowej, a 31 maja 1954 generała porucznika służby inżynieryjno-technicznej. Od 1953 był członkiem korespondentem Akademii Nauk ZSRR w stopniu doktora nauk technicznych. Został pochowany na Cmentarzu Nowodziewiczym.

## Odznaczenia i nagrody
- Medal Sierp i Młot Bohatera Pracy Socjalistycznej (trzykrotnie - 16 września 1945, 29 października 1949 i 4 stycznia 1954)
- Order Lenina (czterokrotnie - 17 kwietnia 1940, 15 sierpnia 1944, 16 września 1945 i 25 października 1954)
- Order Suworowa II klasy (19 kwietnia 1945)
- Order Czerwonego Sztandaru Pracy (24 stycznia 1944)
- Order Czerwonej Gwiazdy (15 czerwca 1942)
- Medal „Za pracowniczą dzielność” (7 marca 1940)
- Nagroda Leninowska (1960)
- Nagroda Stalinowska (pięciokrotnie - 1943, 1946, 1949, 1951 i 1953)